# Кюстринский плацдарм
Кю́стринский плацдарм — оперативный плацдарм советских войск на западном берегу Одера, в районе города Кюстрина в Германии, захваченный войсками 1-го Белорусского фронта в ходе Висло-Одерской операции.

## Захват плацдарма

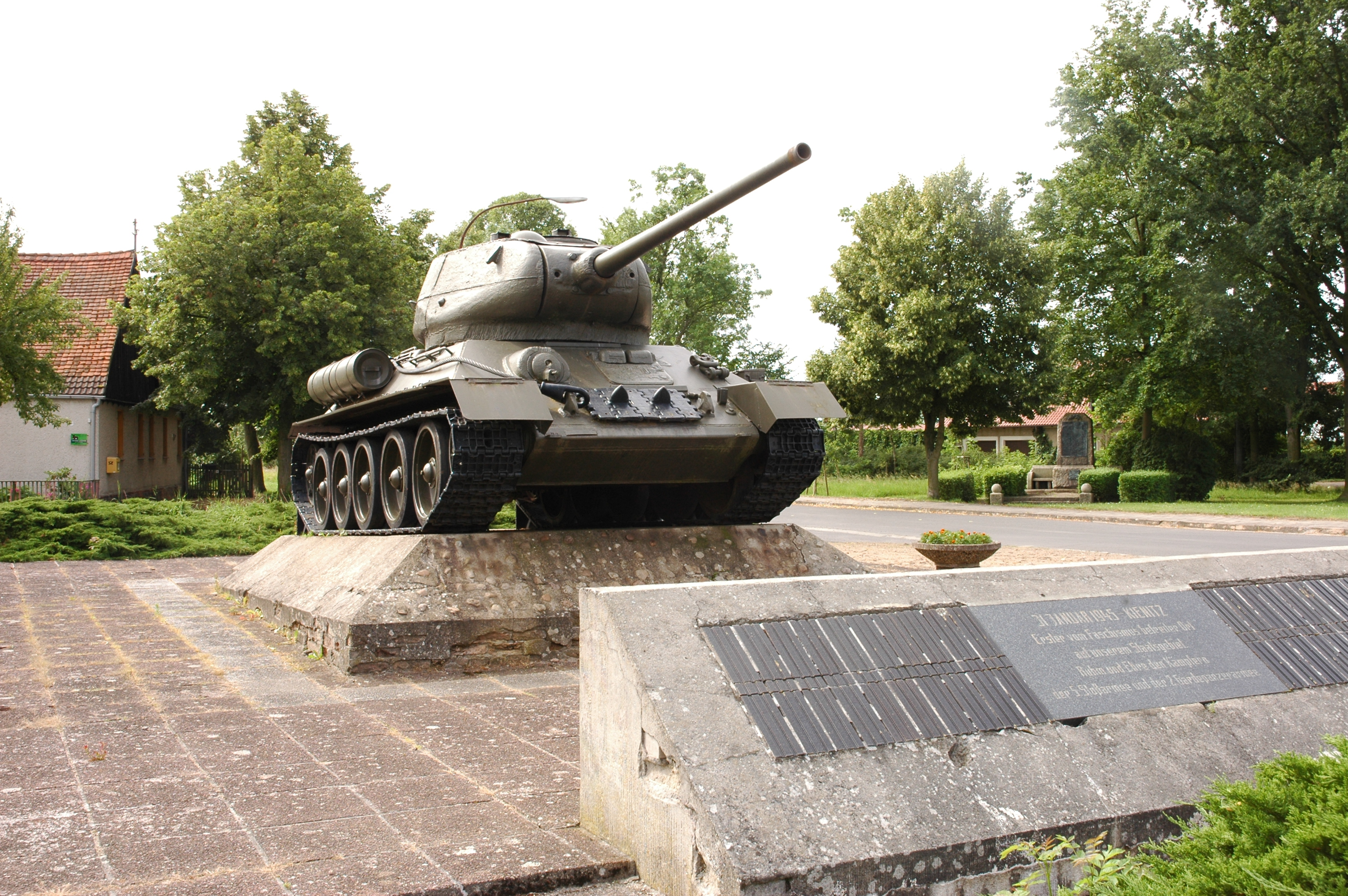
Памятник советским воинам в Кинице (Кинитц)

30 января 1945 г. командующий 5-й ударной армией поставил передовому отряду задачу упредить противника в выходе к р. Одер и захватить плацдарм в районе Кинитц (нем. Kienitz).
31 января 1945 года передовой отряд 5-й ударной армии под командованием полковника Есипенко Х. Ф., в том числе батальон майора Евплова И. Г., переправился по льду на западный берег Одера и захватил плацдарм на участке Кинитц-Рефельд (нем. Rehfeld) северо-западнее Кюстрина. Неприятельские солдаты, охранявшие ледяную переправу у Кинитц (нем. Kienitz), были застигнуты врасплох и взяты в плен
Спустя 3 дня южнее Кюстрина через Одер переправились части 4-го гвардейского стрелкового корпуса 8-й гвардейской армии и заняли ещё 3 небольших плацдарма. 9 февраля, находившаяся в тяжёлом положении 8-я гвардейская армия была усилена 11-м танковым корпусом, который сосредоточивался в полосе армии и одновременно частью сил переправлялся на левый берег Одера, отбивая ожесточённые контратаки врага из районов Горгаст, Альт-Тухебанд, Хатенов (нем. Hathenow), Подельциг. 14 февраля противник был вынужден перейти к обороне.

## Бои за плацдарм

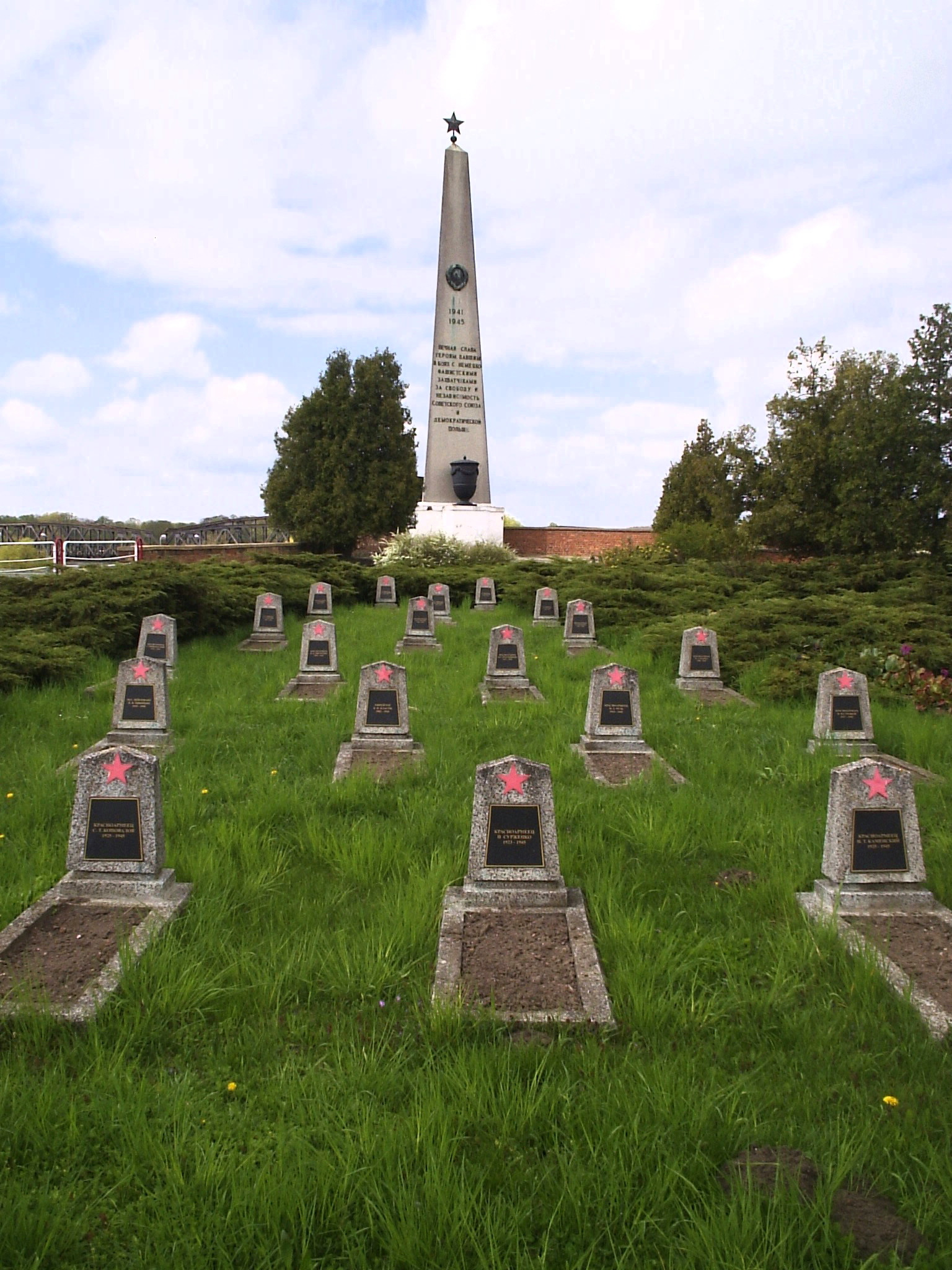
Мемориальное кладбище в честь советских воинов, павших в боях за Кюстрин.

До середины февраля немецкие войска ежедневно предпринимали 5—10 контратак с танками, с целью ликвидации плацдармов. Прибывшее подкрепление (65, 20 и 36-я танковые бригады, 12-я мотострелковая бригада, 1493 и 1061-й самоходно-артиллерийские полки и 50-й тяжелый танковый полк) позволило не только отразить все атаки противника, но и расширить занятую территорию. 22 марта 1945 года немецкое командование предприняло последнюю попытку сбросить советские войска в реку, однако и она окончилась неудачей. Несмотря на поражение и «очень большие потери», понесённые немецкими войсками, Гитлер планировал провести новое более мощное наступление с целью деблокирования Кюстрина. Этот план не был воплощён, так как к концу марта соединения 5-й ударной и 8-й гвардейской армий овладели Кюстрином и объединили занятую территорию в единый оперативный плацдарм, шириной до 44 км и глубиной 7—10 км.
В боях за удержание и расширение плацдарма Красная Армия потеряла 61 799 человек, из них безвозвратно — 15 466 человек.

## Значение плацдарма
В дальнейшем Кюстринский плацдарм сыграл важную роль в подготовке и осуществлении Берлинской наступательной операции.
К 16 апреля 1945 года для решающего наступления на Берлин на плацдарме были сосредоточены главные силы 1-го Белорусского фронта: 4 общевойсковые и две танковые армии.